# Tamale

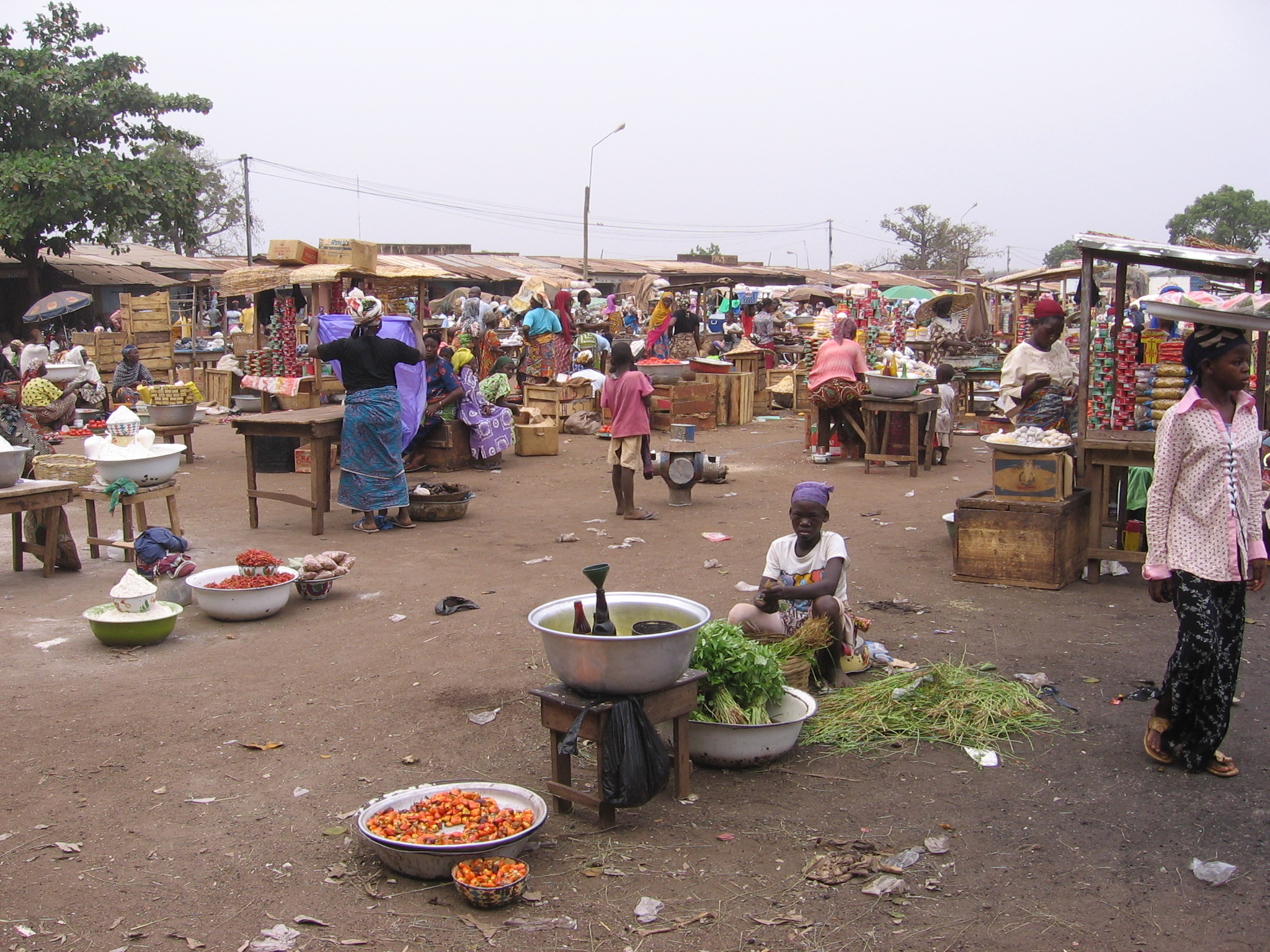
Marknad i Tamale.

Tamale är en av Ghanas största städer och är huvudstad i Norra regionen, samt är huvudort för distriktet Tamale Metropolis. Hela storstadsdistriktet hade 233 252 invånare vid folkräkningen 2010, varav cirka 81 procent bodde i centralorten. Den 24 juni 2012 bildades distriktet Sagnarigu av områden i norra Tamale, vilket reducerade stadens totala folkmängd (var cirka 380 000 invånare innan ändringen).